# Martwy noszowy (obraz Gilberta Rogersa)
Martwy noszowy (ang. The Dead Stretcher-bearer) – obraz olejny namalowany przez brytyjskiego malarza Gilberta Rogersa w 1919 roku, znajdujący się w zbiorach Imperial War Museum w Londynie.
Bycie noszowym w czasie I wojny światowej (1914–1918) było niebezpieczne, gdyż groziło nie tylko poważnymi ranami, ale i śmiercią. Żołnierze z czerwonymi krzyżami na mundurach nie tylko zbierali rannych w czasie przerwy w bitwach, ale robili to także w ich trakcie, czołgając się do nich na ziemi niczyjej, pod nieprzyjacielskim ogniem. Wyniesienie rannych kolegów z pola bitwy też nie było łatwym zadaniem – często zdarzało się, że można było tego dokonać dopiero po kilku godzinach w sprzyjających okolicznościach, na przykład po zmroku.      

## Opis
Scena przedstawiona na obrazie dzieje się na froncie zachodnim. Martwy brytyjski noszowy z Royal Army Medical Corps leży w leju wypełnionym wodą, częściowo przykryty przemokniętą płachtą materiału. Paradoks tej dramatycznej sytuacji polega na tym, że ów żołnierz leży na zakrwawionych noszach, które prawdopodobnie wcześniej niósł i z którymi został zabity, chcąc pomóc rannemu w bitwie koledze. Hełm Brodiego należący do noszowego leży w błocie z widocznym przestrzeleniem, co sugeruje, że zmarł w wyniku trafienia odłamkiem. Jego prawa ręka zwisa bezwładnie obok zanurzonej w wodzie apteczki.
Farba olejna została naniesiona grubo i obficie bez zbytniej ilości szczegółów. Autor obrazu Gilbert Rogers, który podczas „Wielkiej Wojny” służył wraz z członkami Royal Army Medical Corps, prostymi pociągnięciami pędzla przedstawił jedną z tragicznych sytuacji konfliktu zbrojnego: śmierć człowieka chcącego uratować innego człowieka potrzebującego pomocy.